# Radu Niculescu (fotbalist)
Radu Niculescu (n. 2 martie 1975 în Sibiu) este un fost fotbalist român, care a jucat pentru Echipa națională de fotbal a României la Campionatul Mondial de Fotbal din 1998.